# H2O Productions
H2O productions est une société de production fondée en mars 2010 par Cyril Hanouna avec le concours de Yannick Bolloré. À son lancement, l'entreprise est une filiale du Groupe Havas qui en détient 51 %. Le reste du capital est détenu par Cyril Hanouna. En 2025, H2O productions est détenue à 100 % par l'entreprise Banijay dirigée par Stéphane Courbit et dont l'un des plus importants actionnaire depuis 2015 est le groupe Bolloré.

## Historique
Avec ses associés fondateurs d'une part Virginie Foucault, fille de Jean-Pierre Foucault avec lequel il a travaillé sur RTL et Bertrand Houard d'autre part, Cyril Hanouna crée la société « F2H », le 30 décembre 2007 dont l'objet consiste à produire ou coproduire les émissions de divertissement auxquelles il participe directement[réf. nécessaire]. En mars 2010, il change d'associés et fonde la société « H2O Productions ». Le groupe Bolloré devient actionnaire majoritaire avec 51 %, via la filiale Havas. Leur principale production est l'émission de télévision Touche pas à mon poste ! diffusée sur la chaîne publique France 4, à partir d'avril 2010. Suivent d'autres divers programmes diffusés sur Direct 8 ou sur Comédie+ avec notamment, La Fausse Émission de Philippe Gildas et la production d'épisodes télédiffusés du Palmashow. 
Ayant obtenu l'échange de sa branche média contre des actions dans le groupe Vivendi, le groupe Bolloré arrête ces activités audiovisuelles. Ainsi, le groupe Canal+ détenu par Vivendi récupère la filiale « Bolloré Médias » (Direct 8 et Direct Star transformées en D8 et D17 puis C8 et CStar). De même, Havas Productions, autre filiale du groupe Bolloré, cède ses parts à Cyril Hanouna. Ce dernier vend 92 % de ses parts en juillet 2012 à Banijay, l'entreprise du producteur Stéphane Courbit[réf. nécessaire]. Cyril Hanouna reste dès lors producteur exécutif de ses émissions, à l'image de Touche pas à mon poste ! laquelle passe du service public France Télévisions au groupe privé Canal+ via la chaîne D8.
En 2013, H2O produit la matinale de D17, SHOW ! Le matin avec Cartman, Vincent Desagnat et Stéphanie Loire. Du 26 août 2013 au 26 juin 2015, la société produit l'émission de radio Enora le soir sur Virgin radio avec Enora Malagré et son équipe. Depuis le 25 août 2014, H2O produit aussi la matinale de Virgin Radio, Virgin Tonic animée par Camille Combal et son équipe. Le 15 octobre 2014, invité sur Europe 1 dans l'émission Le Grand Direct pour faire la promotion de la nouvelle émission qu'il va produire, The Cover : Qui fera la meilleure version ?, diffusée le soir même sur D8, Cyril Hanouna indique que H2O a ouvert une filiale fiction[réf. nécessaire].
En septembre 2019, Cyril Hanouna vend ses 5 % de parts restantes à Banijay Group dont l'actionnaire principal est groupe Bolloré, détenant dès lors, 100 % de la société.

## Productions

### Émissions de télévision en cours
| Nom de l'émission            | Chaîne                     | Présentateur                        | Dates de diffusion         | Commentaires                                |
| ---------------------------- | -------------------------- | ----------------------------------- | -------------------------- | ------------------------------------------- |
| Touche pas à mon poste !     | France 4, D8 puis C8, TPMP | Cyril Hanouna                       | Depuis le 1er avril 2010   | Talk-show de divertissement média et débats |
| Y'a que la vérité qui compte | C8, CStar                  | Pascal Bataille et Laurent Fontaine | Depuis le 8 septembre 2022 |                                             |
| Objectif Top 100             | MyCanal                    | Cyril Hanouna                       | Depuis le 28 octobre 2022  |                                             |

### Émissions de télévision régulières passées
| Nom de l'émission                        | Chaîne     | Présentateur                                                                                       | Dates de diffusion                 | Commentaires |
| ---------------------------------------- | ---------- | -------------------------------------------------------------------------------------------------- | ---------------------------------- | --- |
| La Fausse émission                       | Comédie+   | Philippe Gildas                                                                                    | 2 décembre 2010 - 2012             | Émission d'humour et de divertissement |
| Les Perles du Net                        | Direct 8   | Nicolas Deuil et Cécile Belin                                                                      | 12 septembre - 11 novembre 2011    | |
| Ça va mieux en le disant                 | France 4   | Élodie Gossuin et Enora Malagré                                                                    | 17 octobre - 19 décembre 2011      | Émission de coaching |
| Un monde de dingues                      | Direct 8   | Nicolas Deuil (voix-off)                                                                           | 14 novembre - 16 décembre 2011     | |
| Un coach pour changer ma vie             | France 4   | Élodie Gossuin                                                                                     | 8 octobre - 15 octobre 2012        | Émission de coaching |
| Show ! Le Matin                          | D17        | Cartman, Vincent Desagnat et Stéphanie Loire                                                       | 2 septembre 2013-19 juin 2015      | Matinale d'humour et musicale |
| Est-ce que ça marche ?                   | D8         | Ariane Massenet et Camille Combal                                                                  | 30 septembre 2013 - 27 juin 2014   | Magazine d’actualité culturelle diffusé du lundi au vendredi de 16h50 à 17h35 |
| Derrière le poste                        | D8 puis C8 | Enora Malagré                                                                                      | 28 mars 2014 - 13 décembre 2016    | Émission consacrée aux coulisses des plus grandes émissions de télévisions françaises. |
| L'Œuf ou la Poule ?                      | D8 puis C8 | Cyril Hanouna (2014-2015), Camille Combal (2015-2016), Estelle Denis (2016) puis Cauet (2016-2017) | 18 avril 2014 - 25 janvier 2017    | Quiz de culture générale avec des célébrités. |
| Le Grand Match                           | D8         | Julien Courbet puis Valérie Bénaïm                                                                 | 25 février 2015 - 24 juin 2016     | Quiz dans lequel les célébrités doivent répondre à des questions de culture générale portant uniquement sur le thème proposé |
| La Grosse Émission                       | Comédie+   | tournant                                                                                           | 12 octobre 2015 - juin 2016        | Présenté par un(e) artiste connu(e) à la télévision. Talk show de divertissement. |
| Touche pas à mon sport !                 | D8 puis C8 | Estelle Denis                                                                                      | 23 novembre 2015 - 5 novembre 2016 | Talk-show consacré à l'actualité sportive en présence de chroniqueurs, d'abord quotidien puis hebdomadaire. |
| Hashtag ou dièse, à chacun sa génération | D17        | Sébastien Thoen                                                                                    | juin - septembre 2016              | Des personnalités culte s’affrontent en duo intergénérationnel sur des quiz, des jeux, des blind test, l’occasion de nous raconter ce qui les a marquées durant leur génération, de 1970 à nos jours. L’émission est ponctuée de quelques happenings décalés, des surprises promettant quelques fous rires.                        |
| Il en pense quoi Camille ?               | C8         | Camille Combal                                                                                     | 5 septembre 2016 - 29 juin 2017    | Camille et ses chroniqueurs nous révèlent les news people, sport et politique qui se sont déroulées durant la semaine. L'émission change de nom en fonction des remplaçants occasionnels de Camille Combal (par exemple Il en pense quoi Matthieu ? lorsque Matthieu Delormeau devient le présentateur de l'émission le vendredi). |
| Le Repley de la semaine                  | CStar      | Guillaume Pley                                                                                     | 21 octobre 2016 - 24 mars 2017     | Les chroniqueurs reviennent sur les news insolites de la semaine. |
| Le Hanounight Show                       | Canal+     | Cyril Hanouna                                                                                      | 2 novembre 2016 au 28 juin 2017    | Late-night show |
| Big Buzz Quiz                            | C8         | Benjamin Castaldi                                                                                  | 6 novembre - 18 décembre 2016      | Trois binômes composés de candidats anonymes accompagnés chacun d'une célébrité, répondant à des questions jouant sur des principes de buzzers pour remporter jusqu'à 10 000 €. |
| Les Enquêtes de TPMP                     | C8         | aucun                                                                                              | 6 décembre 2016 - 5 octobre 2017   | Les chroniqueurs de Touche pas à mon poste s'essayent à des métiers difficiles. |
| Le Van                                   | CStar      | Enora Malagré                                                                                      | 23 janvier 2017 - 27 mars 2017     | Interview d'un invité dans un van qui circule dans Paris. |
| La Télé même l'été !                     | C8         | Julien Courbet (2017) puis Benjamin Castaldi (2018)                                                | 3 juillet 2017 - 29 juin 2018      | Émission sur les médias pendant l'été. |
| C'est que de la télé !                   | C8         | Julien Courbet (2017-2018) puis Valérie Bénaïm (2018-2020)                                         | 11 septembre 2017 - 12 mars 2020   | Émission d'humeur et de débat sur l'actualité, les innovations, les tendances. |
| Family Battle                            | C8         | Cyril Hanouna                                                                                      | 22 septembre - 24 novembre 2017    | Adaptation d'Une famille en or. |
| E-Sports European League                 | C8         | Capucine Anav                                                                                      | 24 septembre 2017 - 8 juillet 2018 | En coproduction avec Kido Production. |
| Strike                                   | C8         | Vincent Lagaf'                                                                                     | 30 mai 2018 - 23 août 2019         | Jeu de bowling et de culture générale |
| TPMP People                              | C8         | Matthieu Delormeau                                                                                 | 21 septembre 2018 - 17 juin 2023   | Émission people |
| TPMP refait la semaine !                 | C8         | Jean-Luc Lemoine                                                                                   | 21 septembre - 7 décembre 2018     | Déclinaison de TPMP en prime-time diffusé en direct le vendredi. |
| Balance ton post !                       | C8         | Cyril Hanouna                                                                                      | 21 septembre 2018 - 10 mars 2022   | Émissions de débats en deuxième partie de soirée diffusée le jeudi en direct. |
| La Grande Darka !                        | C8         | Cyril Hanouna                                                                                      | 14 septembre 2019 - 14 mars 2020   | |
| De quoi j'me mêle !                      | C8         | Éric Naulleau                                                                                      | 26 septembre 2019 - 14 mars 2020   | |
| La Grosse Rigolade                       | C8         | Cyril Hanouna                                                                                      | 10 janvier 2020 - 8 décembre 2022  | |
| À prendre ou à laisser                   | C8         | Cyril Hanouna puis Christophe Dechavanne                                                           | 18 mai 2020 - 25 juin 2021         | En coproduction avec Endemol France. |
| Instincts Criminels                      | C8         | Carole Rousseau                                                                                    | 29 septembre 2020 - 27 mars 2021   | En coproduction avec Yellow Wood (Thomas Chagnaud). |
| Le 6 à 7                                 | C8         | Benjamin Castaldi, Bernard Montiel, Valérie Bénaïm et Delphine Wespiser                            | 1er mars 2021 - 23 juin 2023       | |
| 1 jeune, 1 solution                      | C8         | Cyril Hanouna puis Agathe Auproux                                                                  | 21 mai - 10 décembre 2021          | |
| La Mif                                   | MyCanal    | Carla Moreau et Kevin Guedj                                                                        | 5 novembre 2021 - 16 février 2022  | |
| Face à Baba                              | C8         | Cyril Hanouna                                                                                      | 16 décembre 2021 - 31 janvier 2023 | |
| Piège-moi si tu peux                     | MyCanal    | Greg Guillotin                                                                                     | 31 mars - 5 avril 2023             | En coproduction avec Genton Productions |
| PAF                                      | C8         | Pascale de La Tour du Pin                                                                          | 5 septembre 2023 - 27 juin 2024    | |
| Face à Hanouna                           | C8         | Cyril Hanouna                                                                                      | 3 février - 8 décembre 2024        | Émission de débats à caractère politique |
| Pascale, Éric, Yann et les autres        | C8         | Pascale de La Tour du Pin                                                                          | 3 septembre 2024 - 26 février 2025 | |

### Émissions de télévision uniques passées
| Nom de l'émission                          | Chaîne     | Présentateur                                 | Dates de diffusion                           | Commentaires |
| ------------------------------------------ | ---------- | -------------------------------------------- | -------------------------------------------- | --- |
| Gala Ni putes ni soumises                  | France 4   | Cyril Hanouna                                | 24 novembre 2010                             | |
| Votre plus belle soirée                    | France 2   | Stéphane Bern et Julien Courbet              | 18 juin 2011                                 | |
| Gala de l'humour pour le Sidaction         | France 4   | Cyril Hanouna                                | 26 mars 2012                                 | |
| Virgin Radio Fans                          | D17        | Cyril Hanouna et Enora Malagré               | 8 décembre 2012                              | |
| The Cover                                  | D8         | Cyril Hanouna                                | 15 octobre 2014                              | Télé-crochet musical dans lequel s'affrontent 12 performances de reprises musicales préalablement sélectionnées. Le gagnant reçoit un chèque de 10 000 euros.                  |
| CQFD ! Ce qu'il fallait détourner          | D8         | Cyril Hanouna                                | 23 avril 2015 et 9 décembre 2015             | Émission de divertissement avec caméras cachées, des parodies, des sketchs, des invités et des jeux.                                                                           |
| Le Journal de Bertrand Chameroy            | D8         | Bertrand Chameroy                            | 28 mai 2015, 3 décembre 2015 et 31 mars 2016 | Émission dérivée de Touche pas à mon poste !, adaptée de la chronique du même nom dans le talk-show.                                                                           |
| Le Gros Show                               | D8         | Cyril Hanouna                                | 25 juin 2015 et 11 février 2016              | Cyril Hanouna et son invité mystère s'affrontent avec une équipe chacun dans des défis variés.                                                                                 |
| Camille Combal réveille Marseille !        | D8         | Camille Combal                               | 3 mars 2016                                  | |
| Camille Combal dans la rue                 | D8         | Camille Combal                               | 14 avril 2016                                | Quiz, caméras cachées et jeux dans les rues de Paris. |
| Battle Zik                                 | D17        | Jean-Marc Généreux et Amélie Bitoun          | 17 mai 2016 et 24 mai 2016                   | Émission de divertissement, un blind-test qui fait s'affronter des célébrités.                                                                                                 |
| C'est pour nous, c'est cadeau              | D8 puis C8 | Cyril Hanouna                                | 26 mai 2016, 2 juin 2016, 13 octobre 2016    | Réaliser des surprises, un anniversaire de folie, une demande en mariage, un voyage, tous les souhaits des téléspectateurs.                                                    |
| La Très Grosse Émission                    | Canal+     | Cyril Hanouna et Dominique Farrugia          | 28 juin 2016                                 | Émission humoristique enregistrée. |
| Dites-le à Baba !                          | C8         | Cyril Hanouna et Valérie Bénaïm              | 20-24 février 2017, 9 novembre 2018          | Émission de témoignage. |
| Des records incroyables mais vrais !       | C8         | Matthieu Delormeau et Isabelle Morini-Bosc   | 20 avril 2017, 31 mai 2017                   | Émission de records. En coproduction avec R&G Productions. |
| C'est que de l'amour                       | C8         | Cyril Hanouna                                | 5 - 7 septembre 2017                         | |
| Little big stars, Le grand show des petits | C8         | Cyril Hanouna                                | 25 janvier 2018, 21 février 2018             | En coproduction avec Warner Bros. International Television Production France. Producteur artistique : Chris Marques. Adaptation d'un format américain : Little Big Shots (en). |
| Ici c'est Lemoine                          | C8         | Jean-Luc Lemoine                             | 28 mars 2018, 24 mai 2018                    | |
| Qui sera le génie de la récup ?            | C8         | Valérie Bénaïm                               | 27 juillet 2018                              | Émission de décoration. |
| On se retrouve chez Sabatier               | C8         | Patrick Sabatier                             | 16 janvier 2019, 6 avril 2019, 16 mai 2019   | Adaptation des émissions : Avis de recherche, Porte-bonheur et Le Jeu de la vérité.                                                                                            |
| La Scoumoune                               | C8         | Cyril Hanouna, Caroline Ithurbide et Mokhtar | 22 janvier 2019                              | |
| Vendredi vérité : 60 minutes chrono        | C8         | Patrick Sabatier                             | 15 février 2019                              | Interview d'un invité pendant 60 minutes |
| Monsieur Aznavour                          | C8         | Cyril Hanouna                                | 3 octobre 2019                               | Hommage à Charles Aznavour, En coproduction avec Champions Télévision (Jean-Rachid Kallouche et Arnaud Chautard)                                                               |
| Kamel le magicien bluffe les stars         | C8         | Kamel le Magicien                            | 18 janvier 2020                              | |
| TPMP Elles refont la télé                  | C8         | Hapsatou Sy                                  | 25 septembre 2020, 30 octobre 2020           | |
| La Grosse Charriade                        | C8         | Cyril Hanouna                                | 17 décembre 2020                             | |
| Loft Story fête ses 20 ans !               | C8         | Benjamin Castaldi                            | 8 avril 2021                                 | |
| Calvi Comedy Festival                      | C8         | Redouane Bougheraba                          | 11 septembre 2021                            | En coproduction avec JAAD Productions et Chapka Productions |
| Viens, on s'aime                           | C8         | Delphine Wespiser                            | 30 juin 2022                                 | |
| C'est génial, c'est que de l'amour         | C8         | Cyril Hanouna                                | 25 avril 2023                                | |
| La Méthode Cauet, les 20 ans               | C8         | Sébastien Cauet et Cécile de Ménibus         | 27 avril 2023, 5 mai 2023                    | En coproduction avec Be Aware Groupe |

### Séries télévisées
| Nom de la série                         | Chaîne           | Casting                         | Dates de diffusion                       | Commentaires                                                                       |
| --------------------------------------- | ---------------- | ------------------------------- | ---------------------------------------- | ---------------------------------------------------------------------------------- |
| Palmashow                               | Direct 8 puis D8 | Grégoire Ludig et David Marsais | décembre 2012-juin 2014                  |                                                                                    |
| Le Morning                              | CStar            |                                 | 13 février - 22 décembre 2017            | Programme court qui raconte les coulisses de la vie d'une radio et de son morning. |
| Le Pire Stagiaire[pertinence contestée] | C8               | Greg Guillotin                  | septembre 2018, mai 2019, mai 2020, 2021 | Émission de caméra cachée                                                          |
| Les Ombres rouges                       | C8               |                                 | 12 mars - 26 mars 2019                   | En coproduction avec Gétévé Productions et Banijay Studios France. Polar.          |

### Émissions de radio
| Nom de l'émission      | Station                    | Présentateur                                              | Dates de diffusion            | Commentaires                                                  |
| ---------------------- | -------------------------- | --------------------------------------------------------- | ----------------------------- | ------------------------------------------------------------- |
| Hanouna le matin       | Virgin Radio               | Cyril Hanouna                                             | 22 août 2011 - 28 juin 2013   |                                                               |
| Enora le soir          | Virgin Radio               | Enora Malagré                                             | 26 août 2013 - 26 juin 2015   | Les chroniqueurs aident à régler les problèmes des auditeurs. |
| Virgin Tonic           | Virgin Radio               | Camille Combal, Mélanie Angélie et Clément Lanoue         | 25 août 2014 - 26 août 2019   | Camille Combal devient producteur de l'émission en août 2019. |
| Le morning sans filtre | Virgin Radio puis Europe 2 | Guillaume Genton, Diane Leyre, Fabien Delettres           | 29 août 2022 - 7 juillet 2023 |                                                               |
| Clément s'incruste     | Europe 2                   | Clément Lanoue, Sandra Cohen, Julie Spk, Fabien Delettres | 28 août 2023 - juillet 2024   |                                                               |
| On marche sur la tête  | Europe 1                   | Cyril Hanouna                                             | depuis le 17 juin 2024        |                                                               |